# Augustine Eguavoen
Augustine Owen Eguavoen (Sapele, 1965. augusztus 19. –) nigériai válogatott labdarúgó, edző.

## Fordítás
- Ez a szócikk részben vagy egészben  az   Augustine Eguavoen című angol Wikipédia-szócikk fordításán alapul.  Az eredeti cikk szerkesztőit annak laptörténete sorolja fel. Ez a jelzés csupán a megfogalmazás eredetét és a szerzői jogokat jelzi, nem szolgál a cikkben szereplő információk forrásmegjelöléseként.